# 한국직장야구연맹
한국직장야구연맹(韓國職場野球聯盟, Korea Industrial Baseball Association, KIBA)은 사회체육 분야 야구로 활동중인 직장야구동호회들이 단순히 즐기는 야구에 그치지 않고 엘리트야구 즉 아마야구에 조금이나마 기여할 수 있는 기업의 CSR(Coporate Social Responsibility)활동과 연계된 활동을 하기 위해 1997년 결성된 야구 단체이다. 현재 회장은 곽호철이다.
동종업계 기업간 선의의 경쟁 또는 동종업계 기업간 교류 확대를 목표로 추가적으로 직장야구 보급과 전파를 위해 특별히 기업의 CSR(Coporate Social Responsibility)활동의 일환으로 야구를 통한 사회 기여 특히 야구선수를 참가 직장야구단에 수시로 채용하는 취업지원 사업을 추진하기 위해 전국 300여개 기업체 야구단들이 활동하는 직장야구리그들이 협력체로 구성되어 있다.

## 주요 사업
지식경제부에서 매년 개최하는 지식경제부장관배 전국직장야구대회를 공식 주관하는 역할을 맡고 있으며 대한야구협회 산하 한국실업야구연맹(회장 : 남상현)과도 선수 취업 부문에 한해 협력관계를 유지하고 있다.

## 주요 연혁

### 설립단계
연맹으로 결성된 배경은 1997년 IMF 이후 기업들의 직장야구 동호회 활동이 재정난으로 뜸해지자 사실상 금융기관 야구동호회를 필두로 서서히 활동이 침체되는 위기를 맞이한다. 이에 소준열(전 재향군인회장, 전 한국토지개발공사 이사장, 육군사관학교 10기 졸업, 2004년 작고)씨가 초대 회장을 역임하면서 어느정도 체계를 갖춰나가기 시작한다.
당시 현재와 같은 동호회야구 활동을 위한 각 지역 야구연합회 활동이 미미하던 시절, 직장야구가 동호회야구의 주를 이루었기에 구심점 역할을 하는 주체가 필요했고 각 업종간 교류가 필요하여 각 지역의 몇 몇 기업들의 호응 속에 활동이 시작되었다.

### 발전단계
이후 2000년대 후반 들어 국내 최고 전통의 직장야구리그로 알려진 1977년 출범한 KOTRA(구. 산업자원부 산하 기관)사장기 야구대회와 한국야구도입 100주년을 기념하여 2005년 출범하여 활력이 넘치는 정보통신부장관배 전국직장야구대회가 2008년 정부 조직개편으로 산자부와 정통부가 지식경제부로 조직 재편되면서 자동적으로 양 기관에서 후원하던 대회를 통합, 발전시키자는데 합의되어 공식 출범하게 된다.

### 출범 주체

#### 지식경제부
연맹의 발전에는 대회가 통합되어 내실을 다지는데 당시 지식경제부 제 1차관이었던 야구명문 서울고 출신의 임채민 현 보건복지부장관의 영향이 컸다. 무엇보다 지식경제부라는 정부단체의 존재감에 대한 기업인들 대상 홍보도 필요하였지만 실질적으로 타이틀만 정부기관장 대회명을 사용하기보다 실질적으로 지경부에서 각종 행사에 참석하는 것은 물론 수시로 대회 관계자를 초청하여 대회 중간상황 체크를 통해 대회의 권위는 물론 내실을 다져나가는 기업인 스포츠 활동의 틀을 다져나가는데 큰 의미가 있다.

#### 대학 관계자
또한 숭실대 신용태 교수와 초대 사무국장을 역임했던 석창호 산업대 교수등 각 대학에서 특성화 대학원에서 강의를 하면서 업종간 기업인들의 교류 필요성을 느끼며 대회의 발전에 많은 기여를 하였다.

## 주요 대회

### 왕중왕전
지식경제부장관배 전국직장야구선수권대회 왕중왕전(매년 전국 직장야구리그 챔피언 또는 우수 성적을 거둬 추천된 팀들이 참가하여 경합)

### 업종별 특화리그
KOTRA리그(주로 무역, 물류, 제조 등 수출입 관련 기업 참가), IT리그(정보통신분야 기업 참가), 게임인리그(게임업체 참가), 호텔리그(특급호텔 참가)

### 지역별 직장야구리그
직장야구리그는 구미, 광주, 청주,  대전 등 8개 주요 공단 지역에서 협력관계로 활동중에 있다.

## 역대 주요 임원
소준열 초대회장에 이어 2000년대 초반까지 주로 금융기관 직장야구단들이 활성화되어 있는 관계로 2대 회장에는 기업은행 임원 출신의 기업인이었던 류계종(1941년생, 고려대 경영(원) 졸업)씨가 맡았으며 이어 3대 회장으로 제일은행 임원 출신으로 70년대 제일은행 직장야구단 창단 당시 현역 멤버였던 이정근(1949년생, 성균관대 법학과 졸업, 전 제일은행 강남영업본부장)씨가 3대 회장을 역임하며 연맹 초기 지원에 아낌없이 참여했다. 이외 군 장성 출신의 초대 소준열 회장 이후 육해공군 초급 학사장교 출신 기업인들로 주로 임원진으로 구성되어 현재까지 대거 참여하고 있다.
그러나 본격적으로 2008년부터 조직이 전국 조직으로 규모가 커지면서 특히 IT기업들이 적극적으로 나서면서 현대정보기술과 한국오라클과 KT대표이사를 역임한 표삼수(1951년생, 서울대 공대-카네기멜론대 졸업, 현 KT고문)씨가 연맹 제 4대 회장으로 추대 영입되며 본격적인 공익사업에 참여하게 된다. 이후 표삼수 회장의 교수직으로의 이동에 따라 곽호철 에티하드항공 한국지사장이 회장 대행을 수행중이다.

### 현재 회장단
KT 표삼수 회장 추대 이후 아랍에미레이트 국영 에티하드항공(www.etihadairways.com) 곽호철 한국지사장과 생산법인은 미국 판매법인은 싱가폴을 베이스로 둔 세계적인 금속표면처리제 생산업체인 MSP글로벌(www.mspglobal.com.sg) 오명섭 한국담당 사장이 현재 연맹 부회장 역할을 수행중에 있다.

## 활동 장소
주요 사용 구장으로는 구미, 청주, 광주, 대전 등 지방의 경우 지자체 관리하에 있는 시립 또는 간이 야구장을 주로 사용하며 수도권은 구리 한강시민공원내 야구장을 비롯하여 강남권 고교 2개교 사용 외에도 해당 교육청에 각각 1억원 전후 규모로 건립, 무상 기증한 경인구장과 강동구장 외에도 수도권에 소재한 인조잔디 전용구장에서 예선전을 진행한다. 수도권 메인 구장은 고려대학교 야구장을 토요일 오후에 한하여 사용한다.

## 연맹 재정
대회 재정은 80%  회원사 소속 직장 야구동호회 지원금으로 대회에 필요한 경기실비 갹출 사용되며 연맹본부 사무국 운영에 필요한 운영자금 20%는 대표자회의를 통해 선발된 운영임원(이사)들이 임기동안 자발적으로 기부하여 안정적인 대회개최는 물론 각종 후원 행사를 지원한다.
팀당 년간 갹출 규모는 구장 사용료와 시설비를 근거로 차등 적용하여 산출하며 월 1회 이상 팀당 년간 80만원~165만원 가량을 회비로 갹출한다.

## 후원 활동
주요 후원 개최사업으로는 클래식 연주단체인 프라임필하모닉오케스트라를 비롯하여 서울팝스오케스트라 외 국내 유명 성악가, 연주자를 초청하여 대회 참가선수는 물론 가족과 유소년야구선수를 대상으로 자선 음악회를 개최하고 있으며 수도권 등 전국 각 지역에 매년 3~4개소 간이야구장 시설을 꾸준히 건립, 기증하고 있다. 또한 해당 지역 리틀야구단 창단 지원 등 유소년야구 후원에도 지원을 아끼지 않고 있으며 실업야구리그에 참가하는 매년 20명 이상의 선수를 신규 채용 지원하는 공익사업을 추진하고 있다.